# María Consuelo Porras

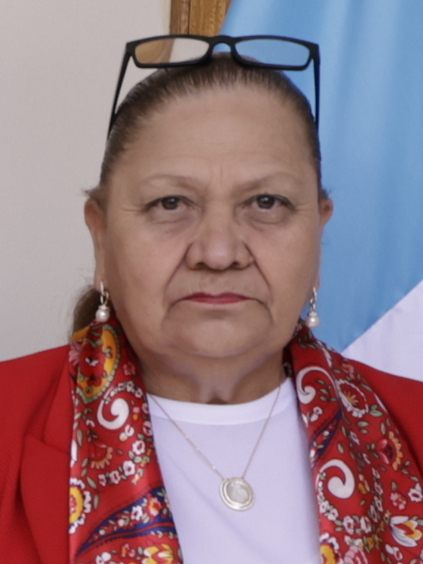
María Consuelo Porras 2023

María Consuelo Porras Argueta (geb. am 23. August 1953 in San Juan Comalapa, Guatemala) ist eine guatemaltekische Juristin, die seit 2018 als Generalstaatsanwältin von Guatemala tätig ist. Zuvor war sie von 2016 bis 2018 stellvertretende Richterin am Verfassungsgericht. 
Präsident Jimmy Morales ernannte Porras im Mai 2018 zur neuen Generalstaatsanwältin und Leiterin der Staatsanwaltschaft als Nachfolgerin von Thelma Aldana. Porras stand in einem angespannten Verhältnis zum Leiter der Sonderstaatsanwaltschaft gegen Straflosigkeit, Juan Francisco Sandoval, die in der Nachfolge der Comisión Internacional contra la Impunidad en Guatemala gegen Korruption vorging und entließ ihn schließlich im Juli 2021. Im September 2021 gab das Außenministerium der Vereinigten Staaten bekannt, dass es Porras und fünf Richter aus El Salvador auf eine Liste „undemokratischer und korrupter“ Beamter gesetzt habe. Laut dem US-Außenministerium habe Porras die von Sandoval und seinem Team durchgeführten Korruptionsermittlungen „aktiv untergraben“. Dessen ungeachtet ernannte der inzwischen amtierende Präsident Alejandro Giammattei sie 2022 erneut zur Generalstaatsanwältin.
Im Dezember 2023 bezeichnete die Organisation Amerikanischer Staaten Porras' Vorgehen zur Annullierung der Wahl des Sozialdemokraten Bernardo Arévalo zum Präsidenten Guatemalas als „Putschversuch“. Ende Dezember 2023 ernannte das Organized Crime and Corruption Reporting Project Porras zur „Person des Jahres 2023 im Bereich organisierte Kriminalität und Korruption“, weil sie „als effizientes Instrument der Regierung zur Aushöhlung der Rechtsstaatlichkeit“ fungiere, um Arévalo an der Amtsübernahme zu hindern, sowie wegen anderer Maßnahmen, die einen Rückschritt der Demokratie begünstigten.
Nach Arévalos Amtseinführung im Januar 2024 forderte dieser Porras' Rücktritt, den sie jedoch ablehnte. Eine Entlassung durch Präsident Arévalo ist rechtlich nicht möglich, ihre Amtszeit endet im Mai 2026.
Am 2. Februar 2024 wurde sie von der Europäischen Union mit Sanktionen belegt, wodurch sie in allen 27 EU-Mitgliedstaaten einem Reiseverbot und einer Einfrierung ihrer Vermögenswerte unterliegt. Die Entscheidung wurde aufgrund ihrer anhaltenden Versuche getroffen, das Ergebnis der guatemaltekischen Wahlen von 2023 zu untergraben und ihr Amt zu nutzen, um Verfahren gegen Journalisten, Aktivisten und unabhängige Staatsanwälte und Richter einzuleiten. Im selben Monat verhängten Kanada und die Schweiz ebenfalls Sanktionen gegen Porras wegen ihrer Rolle bei den Wahlen 2023, im Jahr 2025 gefolgt vom Vereinigten Königreich.